# 久世 (京都市)
久世（くぜ）とは京都市南区西部に位置する地名である。もと乙訓郡久世村（1959年廃止）にあたる。

## 概要
向日市の東側･桂川の西岸に位置し、南東部には久世工業団地があり、大手企業のメーカーや工場が多く立ち並んでいる。また、南区中心部よりも文化面･経済面においても隣接する向日市および伏見区の久我地域や羽束師地域との結び付きが強い。また久世地区の中心部を国道171号線が通っているため、京都市街地・大阪府高槻市方面双方へのアクセスも容易である。このため、高槻市方面や京都市街地方面からの交通量が多く、休日の日中は渋滞が多発する。

## 経済
店・企業
- イオンモール京都桂川
- ダイエー桂南店
- ニデック
- ユーシン精機

## 地域

### 施設
宗教
- 行願寺（浄土宗）[1]
- 祐楽寺（浄土宗）[1]

## 交通機関

### 鉄道
- JR西日本京都線向日町駅･桂川駅
- 阪急京都本線東向日駅･洛西口駅

### バス
- 阪急バス東向日駅から77系統、4系統
- ヤサカバス
- 京阪京都交通京都駅から15系統
- 京都市営バス京都駅から42系統、78系統、四条烏丸から13系統、竹田駅から南1系統

### 高速道路
- 大山崎インターチェンジ(大阪方面)
- 京都南インターチェンジ(名古屋方面）